# ケット人

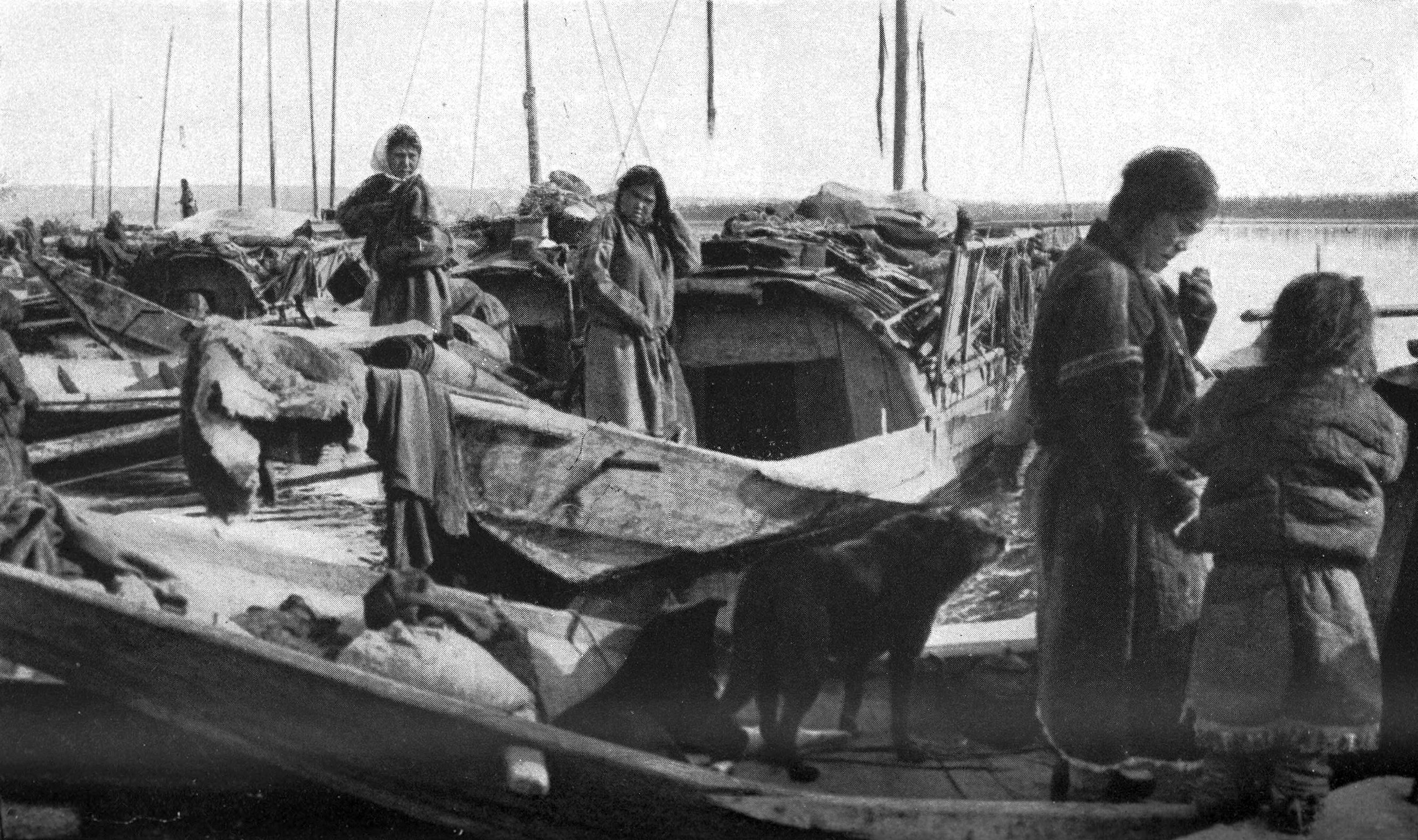
ケット人が住居として使う船。1914年、探検家フリチョフ・ナンセンによる撮影

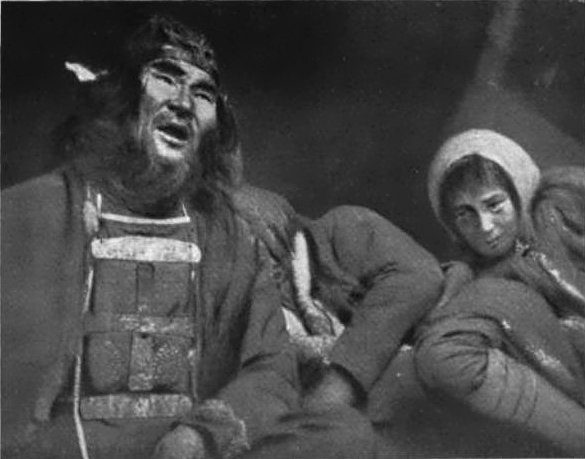
ケット人のシャーマン

ケット人（ケットじん）・ケート族（ケートぞく、Ket）は、シベリア中央部のエニセイ川やケット川（オビ川水系）などの流域に住む少数民族。かつてはオスチャーク（Ostyak）と呼ばれたが、これはウラル諸族のハンティ人（ウゴル系）やセリクプ人（サモエード系）など他の民族も含めた名で正確ではないので、区別するためにエニセイ・オスチャークとも呼ばれ、さらに自称からケットと呼ばれるようになった。

## 言語
固有の言語ケット語を話す。18-19世紀まではケット人と同じ系統の民族（言語はエニセイ語族と呼ばれる）がシベリア中央部から南部に広くおり、近年になって民族集団として認められたユグ人（Yugh、現在は数人以下で事実上消滅）も同系統であった。つまりケット人はこれらエニセイ諸族のうち最後に残った人々である。ケット語（エニセイ語族）は他のシベリアの言語とは大きく異なる。2008年、エドワード・ヴァイダの研究で北米先住民のナ・デネ語族と同系統の言語であることが明らかにされ、デネ・エニセイ語族という呼称が提案されている。

## 遺伝子
ケット人のY染色体ハプログループはアメリカ先住民で高頻度のQ系統が93.7％を占め、遺伝子からもアメリカ先住民との同系性が示されている。
mtDNAは周辺諸族と異なりハプログループF (mtDNA)が23.7%の頻度で観察される。このタイプは東南アジアに多い型で、シベリアには珍しい。

## 生活
夏冬で居住地を移し、夏は下流にて漁労を、冬は上流にて狩猟を行い、トナカイ遊牧を生業としてきたが、17世紀以来ロシア人に圧迫され、さらにソ連時代には集住政策がとられたため、現在では古来の社会・生活様式は失われている。ソ連時代には主にコルホーズにて農牧業を営んでいた。
古来の宗教はシャーマニズム（シャーマンは1960年代にはいなくなった）で、その他に熊崇拝など他のシベリア諸民族と共通する点も多い。ケート神話を持ち、天神エシ、悪神ホセデムをはじめとする自然神を信仰していた。

## その他
人口は2002年の国勢調査によれば1494人で、これは1920年代からあまり変わっていない。そのうちでケット語話者は現在600人ほどとされる。
古代シベリア南部に栄えたタシュティク文化やテュルク系の丁零との文化的関連を考える説もあるが、地理的に重なる以外に積極的な証拠はない。